# TrayVonn Wright
TrayVonn Ramon Wright (Waterloo, 26 dicembre 1991) è un ex cestista statunitense, professionista in Europa.

## Palmarès
- British Basketball League: 1

Leicester Riders: 2017-18